# Bodensatzanalyse
Die Bodensatzanalyse ermittelt den geringsten aufgetretenen Lagerbestand eines Materials innerhalb einer bestimmten Periode. Dieser geringste Lagerbestand wird als Bodensatz bezeichnet. Der Betrachtungszeitraum sollte mindestens ein Jahr betragen.
Ist der Bodensatz höher als der gewünschte Sicherheitsbestand, stellt die Differenz ein unmittelbares Bestandsoptimierungspotential dar. Die Bestände können ohne Verlust an Lieferfähigkeit um die Differenz gesenkt werden.
Um die Ursache von Bodensatz zu ermitteln, sind weitere Analysen notwendig. Mögliche Ursachen könnten eine nicht geeignete oder falsch angewendete Bestellpolitik oder andere Verfahren der optimalen Bestellmenge sein.
Wird der Betrachtungszeitraum in mehrere Zeitfenster unterteilt, so können innerhalb dieses Zeitfensters höhere Bodensatzbestände und Potentiale ausgewiesen werden.